# Heterosoma attenuata
Heterosoma attenuata är en skalbaggsart som beskrevs av Leon Fairmaire 1902. Heterosoma attenuata ingår i släktet Heterosoma och familjen Cetoniidae. Inga underarter finns listade i Catalogue of Life.